# 圣保罗州
圣保罗州（葡萄牙語發音：[sɐ̃w̃ 'paw.lo]）是巴西的一个州，以圣保罗的名字命名。圣保罗州是巴西重要的工业和经济区。

## 地理
圣保罗州的面积248,209.426平方公里，人口44,411,238人（占巴西全国人口的21.63%），是西半球美洲人口最多的国家分区及州份，比美國的加州和紐約州人口還要多，聖保羅州也是巴西重要的經濟區域。
圣保罗州的气候属热带至亚热带，地势高度是该州气候差异的主要因素。

## 城市
- 圣保罗 (巴西)（São Paulo）
- 坎皮纳斯
- 普雷图河畔圣若泽
- 亚美利加纳
- 库巴唐